# Seschseschet Watetchethor
Seschseschet Watetchethor (auch Watetchethor Seschseschet) war eine Prinzessin der altägyptischen 6. Dynastie und eine Tochter von Pharao Teti.

## Herkunft und Familie
Seschseschet war eine Tochter von Pharao Teti, dem ersten Herrscher der 6. Dynastie. Sie wurde offenbar nach Tetis Mutter Seschseschet benannt. Teti hatte mindestens drei königliche Gemahlinnen: Iput I., Chuit und eine Frau, deren Name nur unvollständig überliefert ist und vielleicht Chentkaus lautete. Welche dieser Frauen die Mutter Seschseschets war, ist unbekannt. Zahlreiche Geschwister oder Halbgeschwister Seschseschet Watetchethors sind bekannt: Ihre Brüder Userkare und Pepi I., die beide nach Tetis Tod den ägyptischen Thron bestiegen, sowie mehrere Schwestern. Eine von ihnen hieß Inti, weitere Schwestern trugen ebenfalls den Namensbestandteil Seschseschet (Nebtinubchet Seschseschet, Seschseschet Scheschit, Seschseschet Scheschti).
Seschseschet Watetchethor war mit dem Wesir Mereruka verheiratet. Aus dieser Ehe gingen mehrere Kinder hervor, darunter ein Sohn namens Meriteti, der später ebenfalls das Amt des Wesirs innehatte. Weitere Söhne waren Chenti, Chentu, Ihiemsaf, Memi und eventuell Aperef. Die einzige bekannte Tochter war […]ibnub (Name nur unvollständig erhalten).

## Titel
Seschseschet Watetchethor trug folgende Titel: Gottesdienerin der Hathor, Gottesdienerin der Neith, leibliche Königstochter, geliebte älteste Königstochter, älteste leibliche Königstochter, versorgt durch ihren Vater, [Versorgte] durch ihren Vater, von ihm geliebt.

## Grabstätte

Grundriss der Mastaba des Mereuka. Der südwestliche Abschnitt (B) war für den Totenkult für Seschseschet Watetchethor gedacht

Seschseschet Watetchethor wurde in der Mastaba ihres Mannes nahe der Teti-Pyramide in Sakkara beigesetzt. Bei dieser handelt es sich um eines der größten und aufwändigsten Privatgräber des alten Ägypten. Das Bauwerk besitzt insgesamt 32 meist reich dekorierte Räume, von denen die südwestlichen sechs dem Totenkult von Seschseschet Watetchethor dienten. In der Grabkammer wurden noch die Knochen von Seschseschet Watetchethor gefunden. Sie befinden sich heute im Ägyptischen Museum in Kairo.